# LB-1
LB-1 är en dubbelstjärna belägen i mellersta delen av stjärnbilden Tvillingarna. Den har en skenbar magnitud av ca 11,51 och kräver ett teleskop för att kunna observeras. Baserat på uppmätt parallaxmätning inom Hipparcosuppdraget enligt Gaia Data Release 2 på ca 0,44 mas beräknas den befinna sig på ett avstånd av ca 7 000 ljusår (ca  413 parsec) från solen. 

## Observation
LB-1 föreslogs 2019 i en artikel i Nature att vara ett ovanligt massivt svart hål utanför vanliga stjärnutvecklingsparametrar. Analyser 2020 fann dock att den ursprungliga slutsatsen från 2019 var felaktig. Vissa forskare anser nu att systemet består av en avskalad stjärna av spektraltyp B och en massiv snabbt roterande Be-stjärna.
Astronomerna observerade stjärnan som kretsade kring en osynlig följeslagare med en omloppsperiod av 78,9 dygn i vad forskare beskrev som en "överraskande cirkulär" bana. Uppföljande observationer med Gran Telescopio Canarias i Spanien och WM Keck Observatory i USA definierade resultaten bättre.
Parallaxen till LB-1 har publicerats i Gaia Data Release 2, vilket antyder ett avstånd av ca 2 300 parsec. Stjärnans observerade spektrala egenskaper är oförenliga med de som förväntas för en vanlig huvudseriestjärna av spektraltyp B på detta avstånd.
En separat spektroskopisk analys av stjärnan tyder på att istället för en huvudseriestjärna av B-typ, som hade noterats, är LB-1 A mer sannolikt en avskalad heliumstjärna (vars spektrum är mycket lika) med en massa av endast ca 1 solmassa, på avståndet som bestäms av Gaia-satelliten.
En ytterligare spektroskopisk analys använde multiepok spektroskopi och urskiljningstekniker och fann att LB-1 består av två icke-degenererade stjärnor, en snabbt roterande stjärna av B-typ med en skiva (en Be-stjärna ) och en långsamt roterande avskalad heliumstjärna. 
  

## Egenskaper
Den synliga stjärnan LB-1 A är en blå stjärna i huvudserien av spektralklass B3 V. Den har en massa av ca 1,5 solmassor, en radie av ca  solradier och utsänder energi från dess fotosfär motsvarande ca  630 gånger solen vid en effektiv temperatur av ca 12&nbsp700 K. Den visades av kinesiska astronomer ha variationer i radiell hastighet vid en sökning efter sådana vobblande stjärnor. 

## Osynlig följeslagare
Den osynliga följeslagaren till stjärnan upptäcktes genom att mäta förskjutningarna i radiell hastighet för dess följeslagare. Om den är ett svart hål skulle detta vara första gången ett svart hål upptäckts utan observation av dess röntgenstrålning.
Om avståndet från parallax ignoreras och stjärnan antas vara en vanlig huvudseriestjärna av spektraltyp B, kan den osynliga följeslagaren LB-1 B eller LB-1 * antas vara ett svart hål med en massa på cirka 70 solmassor, mer än dubbelt så stor massa som den maximala massan som förutspås av de flesta aktuella teorierna om stjärnutveckling. Den skulle vara i området för det svarta hålet med stjärnmassa, under storleken av svarta hål med medelmassa. Dock skulle det falla i parinstabilitetsgapet av storlekar för svarta hål, varvid tillräckligt massiva svarta håls progenitorstjärnor genomgår parinstabilitetssupernovor och sönderfaller fullständigt och lämnar ingen rest efter sig. LB-1 skulle vara det första svarta hålet som upptäcktes i massgapområdet. Den massan hos följeslagaren skulle vara tillräckligt hög för att allt annat än ett svart hål skulle förväntas lätt upptäckas. Enligt en av forskarna: "tvingar  denna upptäckt oss att ompröva våra modeller av hur svarta hål i stjärnorna bildas [...] Detta anmärkningsvärda resultat, tillsammans med LIGO-Jungfru-detekteringarna av binära svarta håls kollisioner under de senaste fyra åren, pekar klart mot en renässans i vår förståelse av svarta håls astrofysik."
Alternativt minskar bevisen för att stjärnan är en avskalad heliumstjärna massuppskattningen av det kompakta objektet till så lite som ca 2 - 3 solmassor och ökar möjligheten för en neutronstjärna.
En reviderad multiepok spektroskopisk studie av LB-1 har visat att LB-1 inte innehåller något svart hål alls. Istället består den av en snabbt roterande Be-stjärna och en långsamt roterande heliumstjärna. Systemet föreslogs ha bildats genom en tidigare massöverföringshändelse. I detta ramverk var den avskalade heliumstjärnan ursprungligen den mer massiva stjärnan och har därför utvecklats snabbare än sin följeslagare. Efter att ha lämnat huvudserien överförde stamfadersstjärnan massa till dess följeslagare, som blev den massiva snabbt roterande Be-stjärnan vi ser idag.